# Joy Lauren

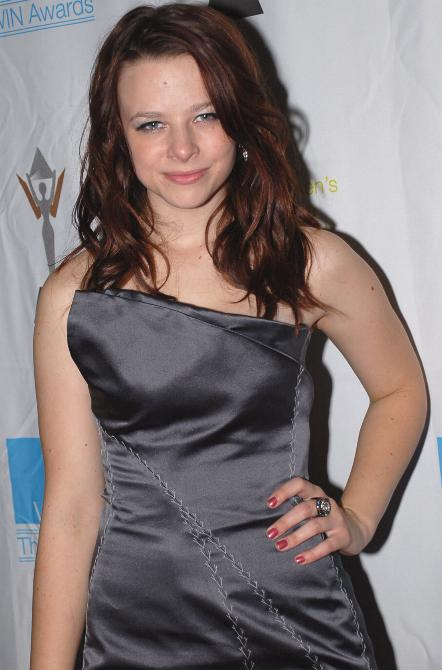
Joy Lauren bei den Women’s Image Network Awards 2007

Joy Lauren (* 18. Oktober 1989 in Atlanta, Georgia als Lauren Joy Jorgensen) ist eine US-amerikanische Schauspielerin, Produzentin und Regisseurin.

## Leben und Karriere
Für ihre Rolle in der Fernsehserie Lady Cops – Knallhart weiblich wurde Lauren im Jahr 2003 für den Young Artist Award nominiert. Mit 14 Jahren machte sie ihren Schulabschluss und bereitet sich danach auf das College vor. 2012 schloss sie ihr Bachelorstudium an der Columbia University mit dem Hauptfach Amerikanische Geschichte ab, später erhielt sie einen Master in Drehbuch und Regie an der New York University Tisch School of the Arts.
Von 2004 bis 2011 spielte Lauren in der Fernsehserie Desperate Housewives die Rolle der Danielle Van De Kamp, für die sie 2006 erneut für den Young Artist Award nominiert wurde. Im Jahr 2007 wurde sie als Mitglied des Ensembles für den Screen Actors Guild Award nominiert.
Jorgensen ist die Gründerin von Killjoy Films. Sie produzierte und führte Regie bei einer Reihe von Independent- und Kurzfilmen.

## Filmografie

### Filme
- 2003: Rogues
- 2007: Sweet Sorrow
- 2007: Tooth
- 2010: The Assignment
- 2013: House of Dust
- 2021: Homebody (Produzentin)
- 2022: Runner (Produzentin)[2]

### Serien
- 2002: Lady Cops – Knallhart weiblich (The Division, zwei Folgen)
- 2002: Lizzie McGuire (Folge 2x17)
- 2003: Still Standing (Fernsehserie, Folge 2x06)
- 2004–2011: Desperate Housewives (Fernsehserie, 64 Folgen)
- 2006: The Closer (Fernsehserie, Folgen 2x14–2x15)
- 2007: Shark (Fernsehserie, Folge 1x14)
- 2008: Private Practice (Fernsehserie, Folge 1x08)